# ولیلا دو لوس اجس
ولیلا دو لوس اجس (به اسپانیایی: Velilla de los Ajos) یک شهرستان در اسپانیا است که در سریا واقع شده‌است.

## خصوصیات
ولیلا دو لوس اجس ۱۹ کیلومترمربع مساحت و ۴۱ نفر جمعیت دارد.